# O'Reilly contra Morse
El caso O'Reilly contra Morse, también conocido como "el caso de la patente del telégrafo", es una decisión de 1853 del Tribunal Supremo de Estados Unidos que ha sido extremadamente influyente en el desarrollo de la ley de eligibilidad de patentes en relación con inventos reivindicados en el campo de los programas informáticos.  El Tribunal, esencialmente, decidió que una idea abstracta, aparte de su aplicación, no puede ser patentada. 

## Antecedentes
El problema planteado a fabricantes potenciales de telégrafos en el siglo diecinueve se explica en la decisión del Tribunal: "El gran obstáculo en su camino era el hecho de que la corriente galvánica, aunque fuera fuerte al principio, se hacía gradualmente más débil a medida que avanzaba a través del cable; y no era lo suficientemente fuerte para producir un efecto mecánico, después de haber recorrido cierta distancia".  Enviar una señal desde Baltimore a Washington requeriría miles de voltios y altas corrientes - algo que no era posible en una época en la que el mayor logro de la fuerza electro-galvánica era mover nerviosamente las piernas de una rana en escabeche, como hicieron Luigi Galvani y Alessandro Volta.  
El plan de Samuel Morse era "combinar dos o más circuitos eléctricos o galvánicos con pilas independientes con el fin de superar la fuerza disminuida del electromagnetismo en circuitos largos".  Morse introdujo los repetidores a intervalos suficientemente cortos (por ejemplo, cada 15 o 20 millas) para que la señal fuera restaurada regularmente a substancialmente su nivel inicial antes de que el ruido la eliminase.  
La señal disminuye entre repetidores, pero la idea de Morse restaura la señal a un nivel predeterminado antes de desvanecerse en el ruido.  Esto permite enviar el mensaje a grandes distancias, lo cual antes no era posible.

## Decisión del Tribunal Supremo
Opinión de la mayoría
La reivindicación octava de Morse
Aunque el caso implicaba cierto número de cuestiones, tales como si Morse fue de hecho el primero en inventar el telégrafo, la cuestión de importancia duradera concernía la reivindicación octava, que describía un método de comunicación inteligible a cierta distancia explotando la fuerza electro-magnética:

Octava.  No propongo limitarme a la maquinaria o partes de maquinaria específicas descritas en las especificaciones y reivindicaciones anteriores; la esencia de mi invento es el uso del poder de movimiento de la corriente eléctrica o galvánica, que llamo electromagnetismo, aunque desarrollada para marcar o imprimir caracteres, signos o letras, a cualquier distancia, siendo una nueva aplicación de ese poder del cual reivindico ser el primer inventor o descubridor.  

¿Qué inventó Morse?
Como lo explicó el magistrado Taney, escribiendo para la mayoría del Tribunal, "él reivindica el uso exclusivo a toda mejoría cuya causa de movimiento sea la corriente eléctrica o galvánica, y el resultado sea marcar o imprimir caracteres, signos o letras inteligibles a distancia".  Aunque "ejecutar y ajustar el buen y necesario trabajo para poner el telégrafo en operación requirió la destreza mecánica más elevada", Morse no "inventó" lo que reivindicaba: "El catedrático Morse no ha descubierto que la corriente eléctrica o galvánica siempre imprimirá a distancia, con independencia de la forma de la maquinaria o invenciones mecánicas a través de las que pase".  Morse no permitió a otros más que hacer el sistema repetidor que describió.  Otros pueden descubrir y revelar al público otros modos de usar la fuerza electromagnética para transmitir mensajes, y esos otros modos podrían ser más baratos o funcionar mejor.  "Para concluir, él reivindica un derecho exclusivo a usar un método o proceso que él no ha descrito y de hecho no ha inventado, y por lo tanto no podía describir cuando obtuvo su patente.  La opinión del tribunal es que su reivindicación es demasiado amplia, y no está justificada por la ley".
Capacitación y la "idea abstracta"
Al concluir que la reivindicación octava de Morse era demasiado amplia y no susceptible de protección a través de patente, el Tribunal consideró no sólo el hecho de que Morse no enseñó ni hizo posible otros modos de comunicar información a gran distancia usando la fuerza electromagnética, pero también si la reivindicación era de un grado tan elevado de generalidad y abstracción que reivindicaba una idea en vez de una aplicación e implementación práctica de una idea.  Analizando este aspecto del caso, el Tribunal tuvo en cuenta una decisión inglesa reciente, Neilson v. Harford. Neilson confirmó una patente sobre el uso de aire calentado para oxidar carbono en hierro fundido en un convertidor Bessemer contra el argumento de que era una patente sobre la idea o principio de calentar el aire inyectado para hacer que un alto horno funcione mejor.  El tribunal tuvo en cuenta los aparatos que Neilson usó para precalentar el aire, los cuales hicieron que la patente fuera una de implementación del principio, no una sobre el propio principio.   Morse, por supuesto, reveló sólo aparatos para el sistema repetidor y para ningún otro.  El lenguaje del tribunal inglés, adoptado por el Tribunal Supremo, tuvo importancia en los casos de programas de ordenador del siglo veinte:

Creemos que el caso debe ser considerado como si, siendo el principio bien conocido, el demandante hubiera inventado un modo de aplicarlo a hornos a través de aparatos mecánicos; y el invento entonces consiste en lo siguiente - la interposición de un receptáculo para aire calentado entre los aparatos soplantes y el horno.  En este receptáculo dirige el aire para ser calentado, a través de la aplicación de calor al receptáculo externamente, y así consigue el objetivo de aplicar la ráfaga, que antes era de aire frío, al horno en un estado caliente.   

Opinión disidente
El magistrado Grier, en una opinión disidente en Morse, preguntó: "¿Qué significa que una reivindicación [especialmente la reivindicación octava de Morse] es demasiado amplia?"  Grier continuó: "Es sólo cuando reivindica algo que antes fuera conocido y usado, algo como nuevo que no es nuevo, tanto por error como intencionalmente".  Es decir, una reivindicación es excesivamente amplia sólo si cruza las fronteras del arte anterior (cubre dispositivos del arte anterior).